# Jake Packard
Jake Packard (Penrith, 9 gennaio 1994) è un nuotatore australiano.

## Biografia
Ha vinto la medaglia di bronzo nella 4x100m misti ai Giochi Olimpici di Rio de Janeiro 2016.

## Palmarès
- Giochi olimpici

Rio de Janeiro 2016: bronzo nella 4x100m misti.
- Mondiali

Kazan' 2015: argento nella 4x100m misti.
- Giochi del Commonwealth

Gold Coast 2018: oro nella 4x100m misti.
- Campionati panpacifici

Gold Coast 2014: bronzo nella 4x100m misti.
Tokyo 2018: oro nella 4x100m misti mista, argento nei 100m rana e bronzo nella 4x100m misti.